# Dihtearivka, Nedrîhailiv
Dihtearivka (în ucraineană Дігтярівка) este un sat în comuna Korovînți din raionul Nedrîhailiv, regiunea Sumî, Ucraina.

## Demografie
Componența lingvistică a localității Dihtearivka
     Ucraineană (97,71%)
     Rusă (2,29%)
Conform recensământului din 2001, majoritatea populației localității Dihtearivka era vorbitoare de ucraineană (97,71%), existând în minoritate și vorbitori de rusă (2,29%).